# Aérodrome de Biltine
L'aérodrome de Biltine est un aérodrome d'usage public situé près de Biltine, chef-lieu de la région du  Wadi Fira au Tchad.